# From the Ashes: Nicaragua Today
From the Ashes: Nicaragua Today (Brasil: Das Cinzas: Nicarágua Hoje ) é um documentário estadunidense de 1982 dirigido por Helena Solberg para o canal PBS.

## Sinopse
Através do olhar de uma família nicaraguense - os Chavarrías - o filme percorre as raízes do Movimento Nacional de Libertação da Nicarágua, na América Central, que leva à Revolução Sandinista e à derrubada da ditadura de Anastasio Somoza Debayle, em 1979. Também são investigadas as sucessivas invasões de tropas americanas de fuzileiros navais ao país, ao longo do século XX.

## Recepção
O filme foi criticado pelo Comité Católico Norte-Americano, uma organização anti-comunista de leigos católicos liderado por James McFadden, um ex-Comissário do Trabalho da cidade de Nova York que acusou de "apresentar um ponto vista unilateral pró-Sandinista". Apesar da polêmica, From the Ashes: Nicaragua Today venceu um Prêmio Emmy de Notícias e Documentários em 1983.